# 郭弘化
郭弘化（1481年—1556年），字子弼，號松厓，江西承宣布政使司吉安府安福縣（今江西省安福縣）人，明朝政治人物，同進士出身。

## 生平
正德五年（1510年）江西乡试第七十四名举人，四十三岁中式嘉靖二年（1523年）癸未科会试第372名，廷试三甲210名進士，授江陵縣知縣；嘉靖七年（1528年）七月选授理刑試監察御史，次年實授貴州道御史。嘉靖十年巡按贵州，十一年冬天，有彗星，其上奏反對嘉靖帝在四川等地采木，南方多省有徭役過重，百姓被逼為盜賊。戶部尚書許讚等贊同其主張。嘉靖帝大怒，指責許讚等人，并罷免郭弘化為民。之後雖然多有言官舉薦，均沒有批准。公家居二十四年而卒，年七十六。明穆宗即位后，贈光祿寺少卿。

## 家族
曾祖郭敬肅。祖父郭濬川。父郭乾厲。母陳氏。慈侍下。兄弘善、弟弘富、弘倫。

## 延伸阅读
[在维基数据编辑]
 《明史卷二百〇七》，出自《明史》